# Mimela argopuroensis
Mimela argopuroensis är en skalbaggsart som beskrevs av Yuiti Wada 2001. Mimela argopuroensis ingår i släktet Mimela och familjen Rutelidae. Inga underarter finns listade i Catalogue of Life.